# Электрослабая звезда
Электрослабая звезда — гипотетический астрономический объект, экзотическая звезда, в которой гравитационному коллапсу препятствует давление излучения, вызванное электрослабым горением.

## Параметры звезды
Электрослабое горение должно происходить в ядре электрослабой звезды массой приблизительно равной двум массам Земли (~2 M⊕) и размерами, сравнимыми с яблоком, имеющей температуру порядка 1015 K. Такие звёзды значительно плотнее, чем кварковые.

## Эволюция
По предположению теоретиков, электрослабые звёзды могут возникать после коллапса сверхновых, если давление вырожденного газа кварков в кварковой звезде уже не может противостоять гравитационному сжатию, однако гравитационных сил ещё не достаточно для превращения в чёрную дыру. Фаза жизни звезды, способной поддерживать электрослабое горение в ядре, может продолжаться около 10 миллионов лет, затем звезда все таки коллапсирует в чёрную дыру.

## Электрослабое горение
Источником энергии электрослабой звезды, препятствующей гравитационному коллапсу, является электрослабое горение, то есть энергия, выделяемая при преобразовании кварков в лептоны посредством электрослабых сил. За каждый акт реакции  электрослабого горения девять кварков превращаются в три антилептона, нарушая сохранение барионного и лептонного числа, сохраняя при этом квантовое число B − L, таким образом за один акт реакции генерируется около 300 ГэВ энергии. Эта энергия выходит из звезды в виде смеси высокоэнергетических нейтрино и фотонов. Если электрослабые звезды действительно существуют, то их ядра — это единственные места в современной вселенной, где материя стабильно находится в необычном состоянии, наблюдавшемся ранее лишь в краткий период после большого взрыва с 10−32 по 10−12 секунды, во время так называемой Электрослабой эпохи.

## Методы обнаружения
Электрослабые звезды теоретически можно идентифицировать как мощный точечный источник нейтрино, с учетом осцилляций нейтрино из одного места звездного неба должно постоянно приходить равное количество нейтрино всех трех поколений.